# Macaria carbonaria
Macaria carbonaria, conocida (en inglés) como Netted Mountain Moth o "polilla de montaña en red", es una especie de polilla de la familia Geometridae. La especie fue descrita por primera vez por Carl Alexander Clerck en 1759 y se puede encontrar distribuido en el paleártico y América del Norte.

## Descripción
Es una polilla pequeña con una envergadura de 23 a 25 milímetros (0,9 a 1 plg). Los adultos vuelan de abril a junio. Es una especie de vuelo diurno y se le puede encontrar visitando las flores de diversas plantas. Tiene cierto parecido con las formas de tierras altas de Ematurga atomaria, la cual presenta líneas cruzadas centrales que casi se unen y en el macho las antenas son más plumosas. También puede confundirse con Chiasmia clathrata, pero esta polilla presenta marcas más definidas con tonos más oscuros.
Las orugas se alimentan de Arctostaphylos uva-ursi.